# Heinäkallio
Heinäkallio är en ö i Finland. Den ligger i sjön Siikaisjärvi och i kommunen Siikais i den ekonomiska regionen  Norra Satakunta ekonomiska region  och landskapet Satakunta, i den sydvästra delen av landet, 250 km nordväst om huvudstaden Helsingfors. Öns största längd är 20 meter i öst-västlig riktning.